# Рамона (Јужна Дакота)
Рамона (енгл. Ramona) град је у америчкој савезној држави Јужна Дакота.

## Демографија
По попису из 2010. године број становника је 174, што је 16 (-8,4%) становника мање него 2000. године.
| Група             | 2000.       | 2010.       |
| Белци             | 188 (98,9%) | 163 (93,7%) |
| Афроамериканци    | 0 (0,0%)    | 0 (0,0%)    |
| Азијати           | 2 (1,1%)    | 2 (1,1%)    |
| Хиспаноамериканци | 0 (0,0%)    | 6 (3,4%)    |
| Укупно            | 190         | 174         |